# 地域統計分類単位

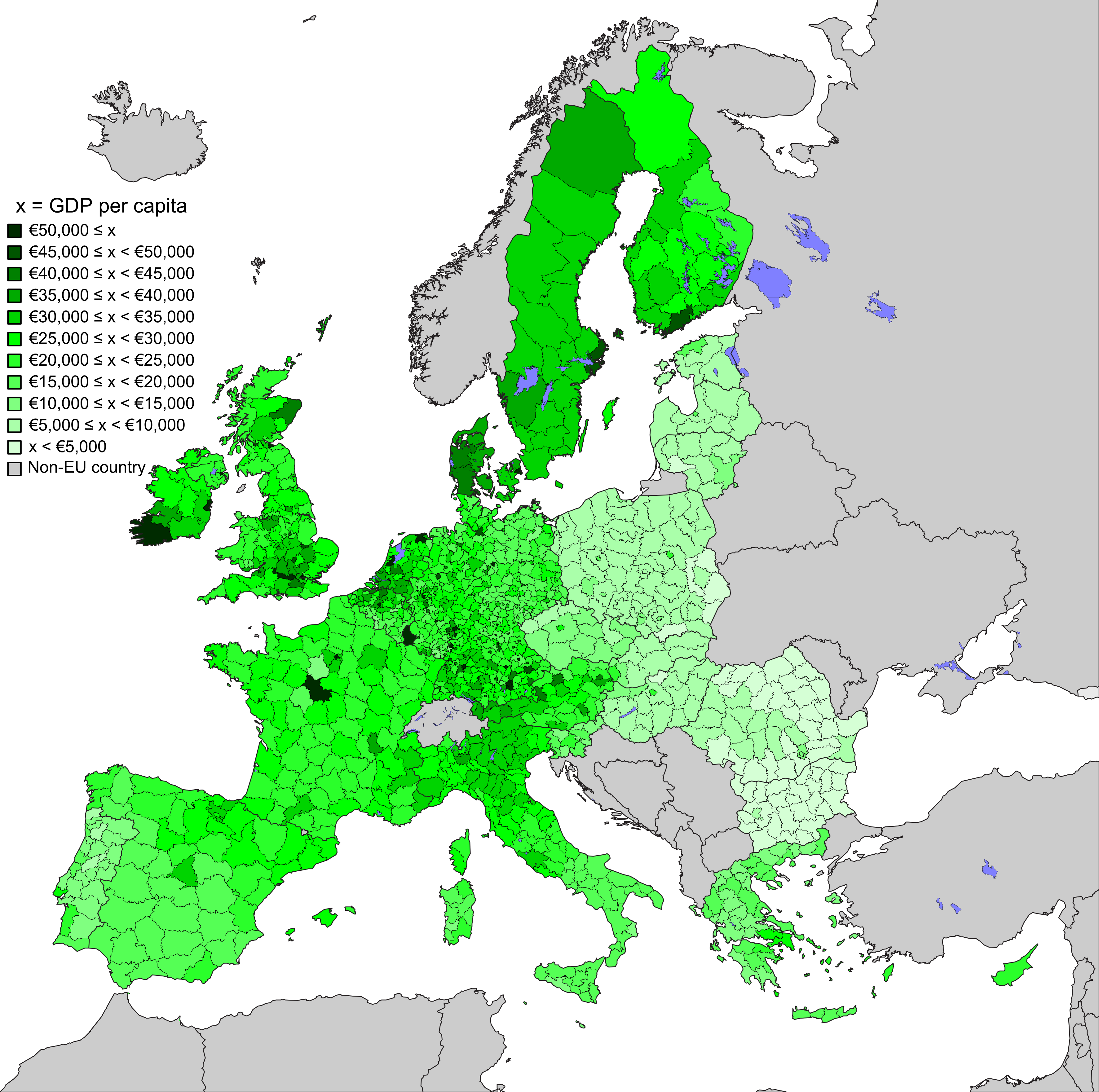
NUT 3の利用例。地域ごとの一人当たりGDPを示している。

地域統計分類単位（ちいきとうけいぶんるいたんい、フランス語: Nomenclature d'unités territoriales statistiques、英語: Nomenclature of Territorial Units for Statistics もしくは Nomenclature of Units for Territorial Statistics、略称:NUTS）は、欧州連合（EU）で用いられている、統計のための地方区画の標準規格である。

## 設定と利用
ユーロスタット（EU統計局）がEU加盟各国に対し、NUTS 1（第一種地域統計分類単位） から NUTS 3 までの3レベルの区画を設定している。それぞれの区画は、以下の人口規模が基準として掲げられている。
- NUTS 1 : 300万 - 700万人
- NUTS 2 : 80万 - 300万人
- NUTS 3 : 15万 - 80万人

2011年末まで適用される2006年版の規格（NUTS 2006）において、EU加盟国地域は NUTS 1 で97個の区画に、NUTS 2 で271個の区画に、NUTS 3 で 1303の区画に、それぞれ区分されている。NUTSは、EUの地域間格差解消のための「補助金」に当たる構造基金 (Structural Funds) の配分に利用されている。
NUTSは基本的に各国の既存の行政区分と行政区画をもとに編成されているが、適当な規模の区分・区画がない場合には新たな区分・区画を作ることもある。たとえば、フランスやイタリア、ギリシャ、スペインなどの NUTS 1 である。人口の少ない国では上位レベルの区画を行わないこともあり、著しい場合は NUTS 3 のレベルまで一国一区画というケースもある（キプロス、ルクセンブルク）。また、人口の目安は必ずしも厳格に適用されているわけではなく、人口約50万人のコーンウォール州（UKK3）も、1000万人近いロンバルディア州（ITC4）も、ともに NUTS 2 の区画となっている。
EUでの統計のために開発されたものであるため、詳細にカバーしているのはEU加盟国の地域のみである。NUTSと同様の統計システム・コード割り当てはEU加盟候補国や欧州自由貿易連合（EFTA）加盟国でも行われているが、NUTSのシステムの正式な一部とはなっていない。
- NUTS 1
- NUTS 2
- NUTS 3

## コード
NUTSのコードは国名を示す2文字からはじまる。これにはISO 3166-1の2レター国名コード (ISO 3166-1 alpha-2) が使われている（ただしイギリスに関しては、GBではなくUKが用いられている）。それぞれのレベルの地方区画の表示には1文字ずつ（数字もしくはアルファベット大文字）が割り当てられる。区画を示す数字は1から用いられ、0は上位区画を示す。
コード割り当ての実例を示せば以下の通り。
- DE: ドイツ
  - DE7: ヘッセン州　- 連邦州。トップレベルの分類（第一種地域統計分類単位）。
    - DE71: ダルムシュタット行政管区 - 行政管区。第2レベルの分類。
      - DE71B: オーデンヴァルト郡 - クライス（郡）。第3レベルの分類。

EU加盟国地域に適用されている3レベルのコードのほかに、EU加盟国以外の地域を示す2レベルのコードも設定されている。大陸を示すアルファベット2文字と国名を示す数字2文字で国と地域を示すほか、アメリカ合衆国・カナダ・オーストラリアに関しては州ごとにコードが割り当てられている。
- AA: アジア
  - AA25: タイ
- US: アメリカ合衆国
  - US16: カンザス州

いくつかの変則的な事例もある。ジブラルタルはEUに含まれないとしてEO21を割り当てられているが、フランス領ギアナはフランスの領域としてFR930、南アメリカの一部としてAS13 と、二重のコード割り当てが行われている。NUTSは、ISO 3166-1やアメリカのFIPS 10-4規格とある程度同じ区分を行っている。

## 国ごとの区分
3レベルのNUTSを掲げる。かつては NUT 4, NUT 5と呼ばれる単位があったが2003年に廃止され、現在は付随規格であるLocal administrative unit（LAU）の2つのレベル、LAU 1, LAU 2 となっている。
| 国                 | 国 | NUTS 1                            | NUTS 1 | NUTS 2                                                                | NUTS 2 | NUTS 3                                                                           | NUTS 3 |
| ------------------ | -- | --------------------------------- | ------ | --------------------------------------------------------------------- | ------ | -------------------------------------------------------------------------------- | ------ |
| EU加盟国           | 27 |                                   | 97     |                                                                       | 271    |                                                                                  | 1303   |
| オーストリア       | AT | 州をまとめたもの                  | 3      | 州                                                                    | 9      | 郡（Bezirke）をまとめたもの                                                      | 35     |
| ベルギー           | BE | 地域                              | 3      | 州(10)＋ ブリュッセル                                                 | 11     | 郡（アロンディスマン）(43) （ヴェルヴィエ郡を2つに分割）                         | 44     |
| ブルガリア         | BG | Regions                           | 2      | Planning regions                                                      | 6      | 州                                                                               | 28     |
| キプロス           | CY | —                                 | 1      | —                                                                     | 1      | —                                                                                | 1      |
| チェコ             | CZ | —                                 | 1      | Oblasts                                                               | 8      | 県（クライ）                                                                     | 14     |
| ドイツ             | DE | 州                                | 16     | 行政管区（県）相当の区画                                              | 39     | 郡                                                                               | 429    |
| デンマーク         | DK | —                                 | 1      | 地域                                                                  | 5      | Lands                                                                            | 11     |
| エストニア         | EE | —                                 | 1      | —                                                                     | 1      | 県をまとめたもの                                                                 | 5      |
| スペイン           | ES | 自治州をまとめたもの              | 7      | 自治州（17）と 自治都市（セウタ・メリリャ）                           | 19     | 県（50）＋島嶼＋セウタ・メリリャ                                                 | 59     |
| フィンランド       | FI | 本土, オーランド諸島              | 2      | Large areas                                                           | 5      | 県                                                                               | 20     |
| フランス           | FR | Z.E.A.T.＋海外県                  | 9      | 地域圏（22）＋海外県（4）                                             | 26     | 県（96）＋海外県（4）                                                            | 100    |
| ギリシャ           | GR | Groups of development regions     | 4      | 地方（ペリフェリア）                                                  | 13     | 県（ノモス）                                                                     | 51     |
| ハンガリー         | HU | Statistical large regions         | 3      | Planning and statistical regions                                      | 7      | 県（メジェ）（19）＋ブダペスト                                                   | 20     |
| アイルランド       | IE | —                                 | 1      | Regional Assemblies                                                   | 2      | Regional Authorities                                                             | 8      |
| イタリア           | IT | 州をまとめたもの                  | 5      | 州（トレンティーノ＝アルト・アディジェ州を2つに分割）                 | 21     | 県                                                                               | 107    |
| リトアニア         | LT | —                                 | 1      | —                                                                     | 1      | 郡                                                                               | 10     |
| ルクセンブルク     | LU | —                                 | 1      | —                                                                     | 1      | —                                                                                | 1      |
| ラトビア           | LV | —                                 | 1      | —                                                                     | 1      | Regions（5）＋リガ                                                               | 6      |
| マルタ             | MT | —                                 | 1      | —                                                                     | 1      | 島（マルタ島・ゴゾ島）                                                           | 2      |
| オランダ           | NL | 州をまとめたもの                  | 4      | 州                                                                    | 12     | COROP regions                                                                    | 40     |
| ポーランド         | PL | Regions                           | 6      | 県                                                                    | 16     | Subregions                                                                       | 66     |
| ポルトガル         | PT | 本土・アゾレス諸島・マデイラ諸島  | 3      | Regional Coordination Commissions + Autonomous regions                | 7      | 都市をまとめたもの                                                               | 30     |
| ルーマニア         | RO | Macroregions                      | 4      | Regions                                                               | 8      | 県（41）＋ブカレスト                                                             | 42     |
| スウェーデン       | SE | Regions                           | 3      | National areas                                                        | 8      | 県（レーン）                                                                     | 21     |
| スロベニア         | SI | —                                 | 1      | Macroregions                                                          | 2      | Statistical regions                                                              | 12     |
| スロバキア         | SK | —                                 | 1      | Oblasts                                                               | 4      | 県（kraj）                                                                       | 8      |
| イギリス           | UK | イングランドのstatistical regions | 9      | 典礼カウンティをまとめたもの、 インナー・ロンドンとアウター・ロンドン | 30     | 広域自治体、もしくは下位自治体（unitary authorities or districts）をまとめたもの | 93     |
| イギリス           | UK | ウェールズ                        | 1      | プリンシパル・エリアをまとめたもの                                    | 2      | プリンシパル・エリアをまとめたもの                                               | 12     |
| イギリス           | UK | スコットランド                    | 1      | カウンシル・エリアをまとめたもの                                      | 4      | カウンシル・エリアをまとめたもの                                                 | 23     |
| イギリス           | UK | 北アイルランド                    | 1      | —                                                                     | 1      | ディストリクトをまとめたもの                                                     | 5      |
| EU加盟候補国       | 5  |                                   | 16     |                                                                       | 32     |                                                                                  | 113    |
| クロアチア         | HR | —                                 | 1      | Regions                                                               | 3      | 郡（županije）                                                                   | 21     |
| アイスランド       | IS | —                                 | 1      | —                                                                     | 1      | 首都圏とそれ以外                                                                 | 2      |
| マケドニア         | MK | —                                 | 1      | —                                                                     | 1      | Statistical regions                                                              | 8      |
| モンテネグロ       | ME | —                                 | 1      | —                                                                     | 1      | —                                                                                | 1      |
| トルコ             | TR | Regions                           | 12     | Sub-regions                                                           | 26     | 県                                                                               | 81     |
| EFTA加盟国         | 3  |                                   | 3      |                                                                       | 15     |                                                                                  | 46     |
| リヒテンシュタイン | LI | —                                 | 1      | —                                                                     | 1      | —                                                                                | 1      |
| ノルウェー         | NO | —                                 | 1      | Regions                                                               | 7      | 県                                                                               | 19     |
| スイス             | CH | —                                 | 1      | Regions                                                               | 7      | カントン（州）                                                                   | 26     |

## 沿革
NUTSは、1970年代からユーロスタットが統計のために使用してきたもので、ユーロスタットと加盟国との「紳士協定」のもとで随時更新され、運営されてきた。
NUTSに法的地位を与えるための協議は2000年春から進められ、2003年5月に 規則 (EU) No 1059/2003 が採択され、2003年7月に発効した。NUTSはすくなくとも制定後3年間は同一性を保つよう定めており、期間終了時に欧州委員会によって区画の見直しが行われる。2003年版のNUTS（NUTS 2003）は、2008年1月1日から NUTS2006 に置き換えられている。NUTS2006（適用期間: 2008年1月1日 - 2011年12月31日）の次の規格となる NUTS2010 は 規則(EU) No 31/2011によって採択されており、2012年1月1日から導入される。

## 註
1. ↑  Introduction  -  NUTS - Nomenclature of territorial units for statistics - ユーロスタット
2. ↑  英国国家統計局（Office for National Statistics）
3. ↑  History of NUTS -  NUTS - Nomenclature of territorial units for statistics - ユーロスタット